# 横浜市警察部
横浜市警察部（よこはましけいさつぶ）は、神奈川県警察が警察法第52条に基づき横浜市に設置している部門（市警察部）。同条では「指定市の区域内における道府県警察本部の事務を分掌させるため、当該指定市の区域に市警察部を置く。」と定められており、政令指定都市である横浜市に設置されている。部長の階級は警視正。

## 設置目的
政令指定都市である横浜市と、市内の21警察署（第一方面10署及び第二方面11署）との連絡・調整。警察署間の事務に係る総合的企画。警察署に対する監察。警察署の表彰上申の審査。

## 所在地
横浜市西区みなとみらい3丁目7番2号（戸部警察署みなとみらい交番と同じ）

## 組織
- 庶務係
- 企画連絡係
- 指導係

## 職
- 部長 - 警務部参事官を兼務。
- 副部長（警視） - 警務部理事官を兼務し、各方面の事務を処理する。
- 担当管理官（警視）
- 担当補佐官（警部）

## 担当区域の警察署（横浜市内の全警察署）
- 第一方面　加賀町、山手、磯子、金沢、南、伊勢佐木、港南、戸塚、栄、横浜水上の各警察署
- 第二方面　戸部、神奈川、鶴見、保土ケ谷、旭、港北、緑、青葉、都筑、泉、瀬谷の各警察署